# Карл Шпителер
Карл Шпитлер (Листал, 24. април 1845 — Луцерн, 29. децембар 1924), био је швајцарски књижевник, песник, писац есеја и романа. Добио је Нобелову награду за књижевност 1919. године.
Био је приватни учитељ осам година у Русији и Финској. Своје највеће поетско дело Прометеј и Епиметеј написао је 1881, када се вратио. Многи то његово дело упоређују са Ничеовим делом Тако је говорио Заратустра. Након тога неколико година је зарађивао као учитељ и као новинар. Тада започиње да се окушава у већем распону књижевних облика. Захваљујући наследству пресељава се у Луцерн 1892. и омогућено му је да се посвети креативном раду. Његово друго велико дело, за које је добио Нобелову награду је поетски еп Олимпијско пролеће, које је писао од 1900 до 1905, па је ревидирао 1910. Последње године свога живота провео је настојећи да поново напише своје прво дело. Током 1924. појавило се под насловом Прометеј и дуготрпећи.
Мноштво периферног рада припада Шпитлеровом средњем периоду. Написао је у стиховима Екстрамундана 1883, која се састоји од седам космичких митова. Написао је и новеле Конрад и поручник. Ту се приближио натурализму, који му је иначе био одбојан.